# IC 1714
IC 1714 — галактика типу SB () у сузір'ї Кит.
Цей об'єкт міститься в оригінальній редакції індексного каталогу.